# Parandra austrocaledonica
Parandra austrocaledonica är en skalbaggsart som beskrevs av Xavier Montrouzier 1861. Parandra austrocaledonica ingår i släktet Parandra och familjen långhorningar. Inga underarter finns listade i Catalogue of Life.